# Tavares Bastos
La comunitat Tavares Bastos és una favela localitzada en el Morro da Nova Cintra, en el barri de Catete, en la Zona Sud de la ciutat de Rio de Janeiro, al Brasil. La favela va ser nomenada segons la seva principal via d'accés, el Carrer Tavares Bastos.
Va ser coneguda per ser, entre 2000 i 2008, l'única de les grans comunitats de la ciutat on no existia tràfic de drogues ni l'actuació de milícies, a causa de la localització, en la comunitat, de la seu del Batalló d'Operacions Policials Especials de la Policia Militar de l'Estat de Rio. La seu va ser inaugurada el 2000. El 2008 va ser inaugurada, en la comunitat Santa Marta, en el barri de Botafogo, la primera Unitat de Policia Pacificadora de la ciutat, fent que la comunitat Tavares Bastos deixés de ser l'única comunitat carioca lliure de l'actuació ostensiva de faccions criminals.
El 2007, va ser escollida com escenari per als enregistraments de la pel·lícula estatunidenca L'increïble Hulk. També va ser escenari de les pel·lícules brasileres Tropa de Elite, Xuxa Gêmeas i Maré, Nossa História de Amor, la novel·la Vidas Opostas, i alguns esquemes de 'Porta dos Fundos. Va servir també d'escenari per a enregistrament del fictici "Morro do Beco" de la novel·la A Força do Querer, de Glòria Perez.
A dalt de la comunitat, es localitza l'alberg The Maze, que va ser escenari per al videoclip Beautiful, de Snoop Dogg i Pharrell Williams.
Al final de la comunitat, es troba el CRUMBS (Criando um Brasil Social), que acull el Centre Cultural Zezé Motta. El Crumbs té un teatre i un cinema, a més d'un taller de pintura i una sala de música. Actualment el centre cultural no funciona.
El 2011, la comunitat va passar a acollir el Comandament de Policia Pacificadora, la seu d'entrenaments de les Unitats de Policia Pacificadora de la ciutat de Rio de Janeiro.